# قتل در ساعات خوش
قتل در ساعات خوش (انگلیسی:The Happytime Murders) یک فیلم جنایی کمدی سیاه به کارگردانی برایان هنسون محصول سال ۲۰۱۸ است.

## داستان
این فیلم دربارهٔ کشف رمز و راز قتل در جهانی است که در آن انسان‌ها و عروسک‌ها در کنار هم زندگی می‌کنند، اما عروسک‌ها به عنوان شهروندان درجه دوم در نظر گرفته می‌شوند. زمانی که عروسک‌های تلویزیونی دههٔ ۸۰ یکی پس از دیگری به قتل می‌رسند یک کارآگاه بازنشسته مأمور بررسی این پرونده به صورت ویژه می‌شود…

## بازیگران
- ملیسا مک‌کارتی به عنوان کارآگاه کانی ادواردز
- مایا رودولف به عنوان حباب، وزیر خوش بینانه
- جوئل مک‌هال هیل به عنوان عامل ویژه کمپبل
- الیزابت بنکس به عنوان جنی پترسون
- لسلی دیوید بیکر به عنوان سرپرستی ممنوع
- مایکل مک‌دونالد به عنوان رونووان اسکارل
- سینتی وو به عنوان بریتنی مارلو
- میتچ سیلپا به عنوان تامی
- همکی مادرا به عنوان تیتو
- جیمی اُ. یانگ به عنوان افسر دلانکی
- رایان گالیم به عنوان افسر میلیگان
- فورچون فیمستر به عنوان رابین
- بن فالکون به عنوان دانی

## پیوند به بیرن
- قتل در ساعات خوش در بانک اطلاعات اینترنتی فیلم‌ها (IMDb)
- قتل در ساعات خوش در راتن تومیتوز